# Memoriał Mariana Rosego 1975
Memoriał Mariana Rosego 1975 – 2. edycja turnieju żużlowego, który miał na celu upamiętnienie polskiego żużlowca Mariana Rosego, który zginął tragicznie w 1970 roku, odbyła się 22 czerwca 1975 roku w Toruniu. Turniej wygrał Zygfryd Kostka.

## Wyniki
- Toruń, 22 czerwca 1975
- NCD: Janusz Plewiński – 76,20 w wyścigu 13

| Msc. | Zawodnik           | Klub      | Pkt |             |  |
| ---- | ------------------ | --------- | --- | ----------- |  |
| 1    | Zygfryd Kostka     | Wrocław   | 15  | (3,3,3,3,3) |  |
| 2    | Janusz Plewiński   | Toruń     | 13  | (2,3,3,3,2) |  |
| 3    | Jan Chudzikowski   | Wrocław   | 12  | (3,3,2,2,2) |  |
| 4    | Roman Kościecha    | Toruń     | 11  | (3,0,3,2,3) |  |
| 5    | Marian Michaliszyn | Bydgoszcz | 10  | (3,2,2,1,2) |  |
| 6    | Jan Ząbik          | Toruń     | 8   | (2,0,1,3,2) |  |
| 7    | Andrzej Koselski   | Bydgoszcz | 8   | (1,1,3,2,1) |  |
| 8    | Henryk Żyto        | Gdańsk    | 7   | (2,1,1,0,3) |  |
| 9    | Czesław Piwosz     | Leszno    | 7   | (1,3,1,1,1) |  |
| 10   | Leszek Marsz       | Gdańsk    | 6   | (0,2,0,3,1) |  |
| 11   | Adam Olkiewicz     | Toruń     | 6   | (2,0,2,2,0) |  |
| 12   | Jerzy Kowalski     | Leszno    | 5   | (1,1,2,0,1) |  |
| 13   | Kazimierz Pakulski | Łódź      | 4   | (0,0,0,1,3) |  |
| 14   | Czesław Gołofit    | Łódź      | 3   | (0,2,0,1,0) |  |
| 15   | Henk Steman        | Holandia  | 3   | (1,1,1,0,0) |  |
| 16   | Ehhesch            | Holandia  | 0   | (0,0,0,0,0) |  |

Bieg po biegu
1. [77,80] Chudzikowski, Plewiński, Koselski, Marsz
2. [77,00] Kostka, Ząbik, Kowalski, Gołofit
3. [78,00] Kościecha, Żyto, Steman, Pakulski
4. [77,60] Michaliszyn, Olkiewicz, Piwosz, Ehhesch
5. [77,00] Plewiński, Gołofit, Żyto, Ehhesch
6. [77,00] Chudzikowski, Michaliszyn, Steman, Ząbik
7. [77,20] Piwosz, Marsz, Kowalski, Pakulski
8. [77,00] Kostka, Koselski, Kościecha, Olkiewicz
9. [77,00] Plewiński, Olkiewicz, Ząbik, Pakulski
10. [77,20] Kościecha, Chudzikowski, Piwosz, Gołofit
11. [76,80] Kostka, Michaliszyn, Żyto, Marsz
12. [78,00] Koselski, Kowalski, Steman, Ehhesch
13. [76,20] Plewiński, Kościecha, Michaliszyn, Kowalski
14. [76,60] Kostka, Chudzikowski, Pakulski, Ehhesch
15. [77,00] Marsz, Olkiewicz, Gołofit, Steman
16. [76,40] Ząbik, Koselski, Piwosz, Żyto
17. [76,60] Kostka, Plewiński, Piwosz, Steman
18. [77,40] Żyto, Chudzikowski, Kowalski, Olkiewicz
19. [77,20] Kościecha, Ząbik, Marsz, Ehhesch
20. [78,40] Pakulski, Michaliszyn, Koselski, Gołofit